# レオナルド・カステロ・ブランコ
レオナルド・カステロ・ブランコ（Leonardo Castello Branco、1967年8月19日 - ）は、ブラジルの男性柔術家、元総合格闘家。リオデジャネイロ州出身。

## 来歴
1997年5月2日、総合格闘技大会Absolute Fighting Championshipにてイゴール・ボブチャンチンと35分間闘い、1-2の判定負け。
1999年には世界柔術選手権の黒帯ペサディシモ(+97kg)級に出場、決勝で同門のホベルト・トラヴェンに勝利を譲り準優勝となった。12月22日にはリングスの 「リングス・メガバトル・オープントーナメント KING of KINGS」1回戦において、アンドレイ・コピィロフに膝十字固めで敗れ、このときの負傷が原因で引退した。

## 戦績
| 総合格闘技 戦績 | 総合格闘技 戦績 | 総合格闘技 戦績 | 総合格闘技 戦績 | 総合格闘技 戦績 | 総合格闘技 戦績 | 総合格闘技 戦績 |
| --------------- | --------------- | --------------- | --------------- | --------------- | --------------- | --------------- |
| 2 試合          | (T)KO           | 一本            | 判定            | その他          | 引き分け        | 無効試合        |
| 0 勝            | 0               | 0               | 0               | 0               | 0               | 0               |
| 2 敗            | 0               | 1               | 1               | 0               | 0               | 0               |

| 勝敗 | 対戦相手                 | 試合結果           | 大会名                                              | 開催年月日     |
| ×    | アンドレイ・コピィロフ   | 1R 0:16 膝十字固め | リングス RISE 7th KING of KINGS Bブロック 【1回戦】 | 1999年12月22日 |
| ×    | イゴール・ボブチャンチン | 35分終了 判定1-2   | IAFC: Absolute Fighting Championship 2 2日目        | 1997年5月2日   |

## 獲得タイトル
- 世界柔術選手権 黒帯ペサディシモ級 準優勝（1999年）